# Jacques Berthier (compositore)
Jacques Berthier (Auxerre, 27 giugno 1923 – Parigi, 27 giugno 1994) è stato un compositore e organista francese, noto per l'ampio contributo alla composizione dei canti della Comunità di Taizé.

## Biografia
Jacques Berthier nasce ad Auxerre, nella Borgogna settentrionale; figlio di Paul Berthier, Maestro di cappella e organista della Cattedrale di Auxerre; viene avviato fin da giovane allo studio del pianoforte, dell'organo, dell'armonia e della composizione. Dopo la guerra entra nella Scuola di musica César-Franck di Parigi, dove, tra gli altri professori, incontra Edward Souberbielle e Guy de Lioncourt, di cui sposerà la figlia Germaine.
Dal 1953 al 1960 è organista della Cattedrale di Auxerre, succedendo in tale incarico al padre; dal 1961 fino alla sua morte è organista nella Chiesa di Sant'Ignazio di Loyola, la chiesa dei Gesuiti a Parigi.
Nel 1955 inizia a comporre per la comunità ecumenica di Taizé, che era allora una piccola comunità monastica composta da una ventina di fratelli; successivamente, nel 1975, la Comunità si rivolge nuovamente a lui per la composizione di canti meditativi «di forma breve e ripetuti più e più volte», divenuti caratteristici nel cammino della preghiera a Taizé.
Questo modo di pregare è portato avanti insieme a frère Roger, che raccoglie e scrive i testi prima di inviarli a Berthier. La capacità di quest'ultimo di porre il giusto accento sulle parole, anche in lingue per lui straniere, e la creatività che ha mostrato nel comporre la melodia e nell'armonizzare le voci, hanno contribuito alla reputazione di ciò che è spesso chiamata la "musica di Taizé."
Parallelamente a questo lavoro, Jacques Berthier ha composto per parrocchie cattoliche tradizionali, per grandi raduni, e per comunità monastiche, in uno stile sempre molto personale, ispirato al canto gregoriano.
Muore nella sua casa di Parigi nel 1994, esprimendo il desiderio che la sua musica non venisse suonata al suo funerale, celebrato nella Chiesa di Saint-Sulpice.
Nel 2006 gli viene assegnato, postumo, il Jubilate Deo Award, accettato da frère Jean-Marie della Comunità di Taizé.

## Opere
In oltre venti anni, Berthier ha lasciato un vasto corpus di opere (232 canzoni in 20 lingue diverse) ampiamente usate da comunità locali in tutto il mondo.
È inoltre autore di Messe per organo, di una Cantata per Santa Cecilia, di un Requiem e di altre composizioni sacre.

### Lista delle canzoni di Taizé
L'edizione attuale della lista dei canti della Comunità di Taizé contiene 67 brani scritti da Jacques Berthier:
- 1 : Adoramus te Christe
- 2 : Adoramus te O Christe
- 3 : Alleluia 4
- 4 : Alleluia 7
- 5 : Alleluia 8
- 6 : Alleluia 10
- 7 : Alleluia 11
- 8 : Benedictus (canon)
- 9 : Bénissez le Seigneur
- 10 : Bleib mit deiner Gnade
- 11 : Bleibet hier
- 12 : Bless the Lord
- 13 : Bonum est confidere
- 14 : C'est toi ma lampe
- 15 : Christe Salvator
- 16 : Christus resurrexit
- 17 : Confitemini Domino
- 18 : Crucem tuam
- 19 : Da pacem cordium (canon)
- 20 : Dans nos obscurités
- 21 : De noche
- 22 : Dona la pace Signore
- 23 : Dona nobis pacem
- 24 : Eat this bread
- 25 : El Senyor
- 26 : Gloria, gloria (canon)
- 27 : Gloria... et in terra pax (canon)
- 28 : In te confido
- 29 : Jésus le Christ
- 30 : Jesus, remember me
- 31 : Jubilate Coeli (canon)
- 32 : Kyrie eleison 1
- 33 : Kyrie eleison 5
- 34 : Kyrie eleison 6
- 35 : Kyrie eleison 8
- 36 : Kyrie eleison 9
- 37 : Kyrie eleison 10
- 38 : Kyrie eleison 12
- 39 : Kyrie eleison 13
- 40 : La ténèbre
- 41 : Laudate Dominum
- 42 : Laudate omnes gentes
- 43 : Magnificat (canon)
- 44 : Magnificat (choral)
- 45 : Misericordias Domini
- 46 : Mon âme se repose
- 47 : Nada te turbe
- 48 : Notre âme attend
- 49 : Nunc dimittis
- 50 : O Christe Domine Jesu
- 51 : Oculi nostri
- 52 : Ostende nobis
- 53 : Psallite Deo
- 54 : Sanctum nomen Domini
- 55 : Singt dem Herrn
- 56 : Spiritus Jesu Christi
- 57 : Surrexit Christus
- 58 : Surrexit Dominus vere (canon)
- 59 : Toi, tu nous aimes
- 60 : Tui amoris ignem
- 61 : Ubi caritas
- 62 : Veni Creator (canon)
- 63 : Veni Creator (litanie)
- 64 : Veni Lumen (choral)
- 65 : Veni Sancte Spiritus
- 66 : Vieni Spirito creatore (canon)
- 67 : Wait for the Lord